# Karl Wolf (Ingenieur)
Karl Wolf (* 13. November 1886 in Bielitz; † 10. Januar 1950 in Mönichkirchen) war ein österreichischer Physiker und Ingenieurwissenschaftler.

## Leben
Karl Wolf studierte Mathematik und Physik an der TH Wien und der Universität Wien mit der Lehramtsprüfung 1909 und der Promotion bei Friedrich Hasenöhrl (und Ernst Lecher) an der Universität Wien 1910 (Studien über die Fortpflanzung elektrischer Wellen an einem leitenden Hohlzylinder). Danach war er Assistent am Lehrstuhl für Reine Mechanik der TH Wien, ab 1915 Privatdozent und ab 1924 ordentlicher Professor an der TH Wien, an der er 1938 Dekan der Bauingenieursfakultät war. 1938 wurde er aus politischen Gründen nach dem Anschluss Österreichs zwangspensioniert. Nach dem Krieg wieder eingesetzt, arbeitete er am Wiederaufbau der TH Wien, deren Rektor er 1946/47 war.
1946 wurde er korrespondierendes Mitglied der Österreichischen Akademie der Wissenschaften und 1948 Präsident der Wiener Urania. Außerdem war er Schriftleiter des Österreichischen Ingenieur-Archivs.
Anfangs befasste er sich mit elektrodynamischer Theorie und später mit Technischer Mechanik und Elastizitätstheorie (Anwendung der Theorie der konformen Abbildung, Beiträge zur Bruchtheorie nach Alan Arnold Griffith). Im Ersten Weltkrieg befasste er sich mit Ballistik.

## Schriften
- Lehrbuch der Technischen Mechanik starrer Systeme, Wien 1931